# GeoGuessr
GeoGuessr — вебгра, розроблена Антоном Валеном, шведським ІТ-консультантом, випущена 9 травня 2013 року. Використовуючи напіввипадкові місцини Google Street View для платних підписників та Mapillary для безкоштовного використання, гра вимагає від гравців вгадати своє місцезнаходження в світі, використовуючи лише видимі підказки. Вебсайт отримав сотні тисяч унікальних відвідувачів лише в перший тиждень існування гри.

## Розробка
Ідея GeoGuessr виникла від любові Валена до відвідування віддалених місць на Google Street View і від того, як це дало відвідувачеві відчуття справжньої подорожі. Він вирішив додати до нього ігровий складник. Розробка гри зайняла декілька тижнів, розподілених протягом декількох місяців. Він використовував бібліотеку JavaScript Backbone.js та версію 3 API Google Maps для ігор, що використовують Google Street View. Для безкоштовної карти використовується Mapillary. Валлен розмістив завершену гру в Google Chrome Experiments 10 травня 2013 року.

## Ігровий процес
GeoGuessr розміщує гравця в серії із п'яти алгоритмічно визначених напіввипадкових місць по всьому світу. Місцезнаходження обмежені дорогами та іншими шляхами, які були сфотографовані камерами Google Street View для платних підписників, що виключає більшість країн Азії та Африки, більшу частину басейну Амазонки в Південній Америці, більшу частину Центральної та Західної Австралії та більшість крайньої півночі в Канаді та Росії.

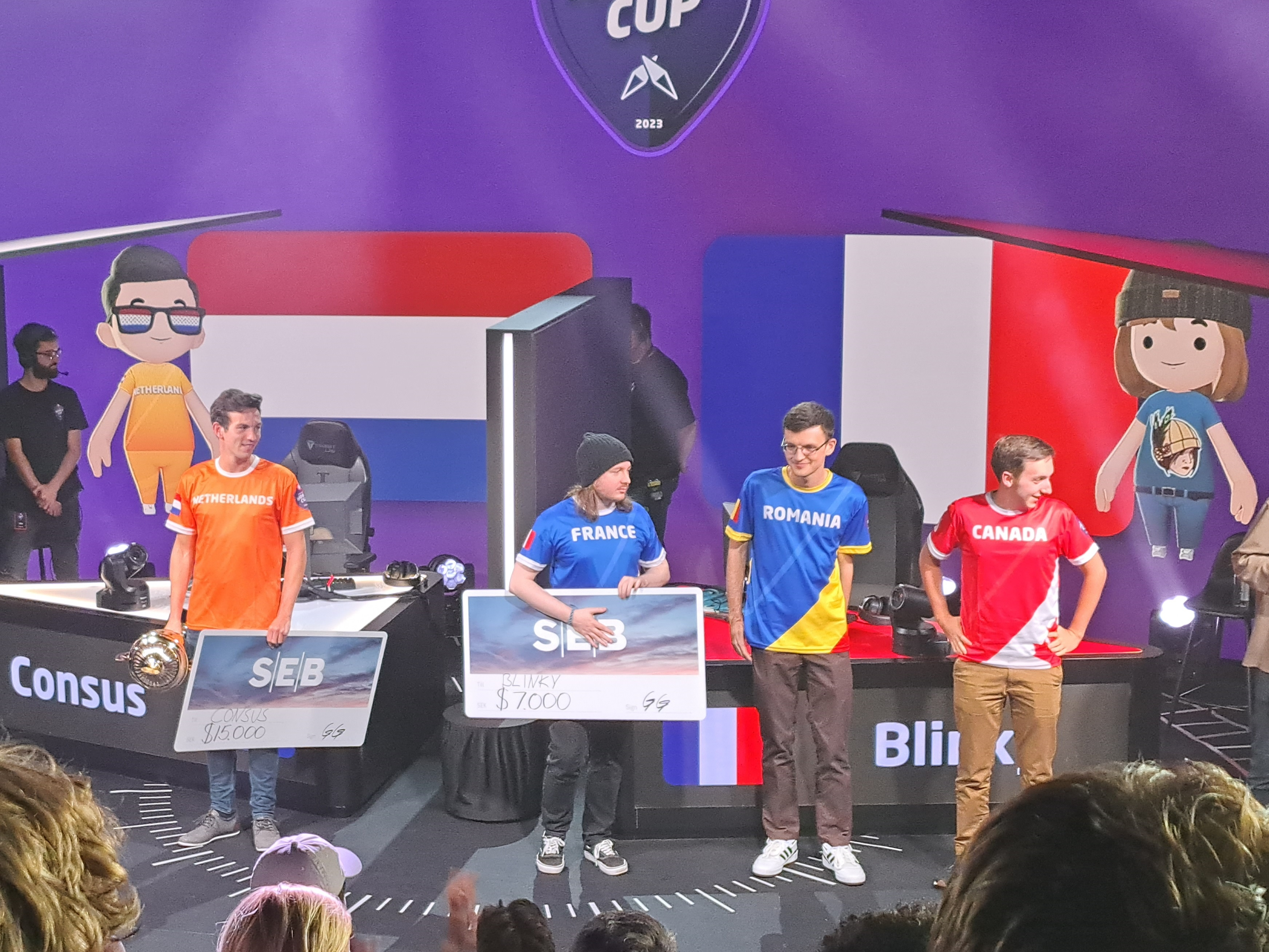
GeoGuessr Кубок Світу 2023: Четвірка найкращих гравців: Consus, Blinky, Radu і Fau

Вікно Перегляду вулиць GeoGuessr не надає жодних даних, окрім зображень перегляду вулиць та компаса; такі речі, як дорожні знаки, рослинність, бізнес, клімат та орієнтири були запропоновані як деякі підказки, які можуть допомогти гравцеві визначити своє місцезнаходження. Гравець також може рухатись по дорогах за допомогою звичайних засобів управління напрямком, передбачених Street View. Після того, як гравець готовий відгадати місце, він розміщує маркер місцеположення на масштабованій карті. Після того, як розміщений маркер подається як здогадка, GeoGuessr виявляє справжнє географічне місце розташування та призначає гравцеві оцінку залежно від того, наскільки віддалена здогадка гравця була від справжнього місця. Оцінки варіюються від 0 до здогадки на антиподі до 5000 очок, якщо відгадка знаходиться приблизно в 150 метрах від правильного місця розташування. Однак сумарні бали різняться залежно від карти. Потім гравцеві надається нове місце, і процес повторюється до тих пір, поки гравець не вгадає п'ять локацій для максимум 25000 можливих очок.

## Події
2 жовтня 2022 року GeoGuessr виступив спонсором турніру «GeoGuessr Team World Cup», організованого Ligue Intercommu — LAN-паті, яке транслювалося на Twitch. Переможцями змагання стала команда «Speed Plonkers», до складу якої входили гравці Blinky (Франція), Kodiak (Німеччина) та Maccem (Швеція).
Було проведено два турніри Кубка світу GeoGuessr. У жовтні 2023 року гравець із Нідерландів Consus переміг у фіналі француза Blinky. Другий Кубок світу відбувся у вересні 2024 року, де Blinky виграв 3–2 у американського гравця MK.